# C. S. Holling

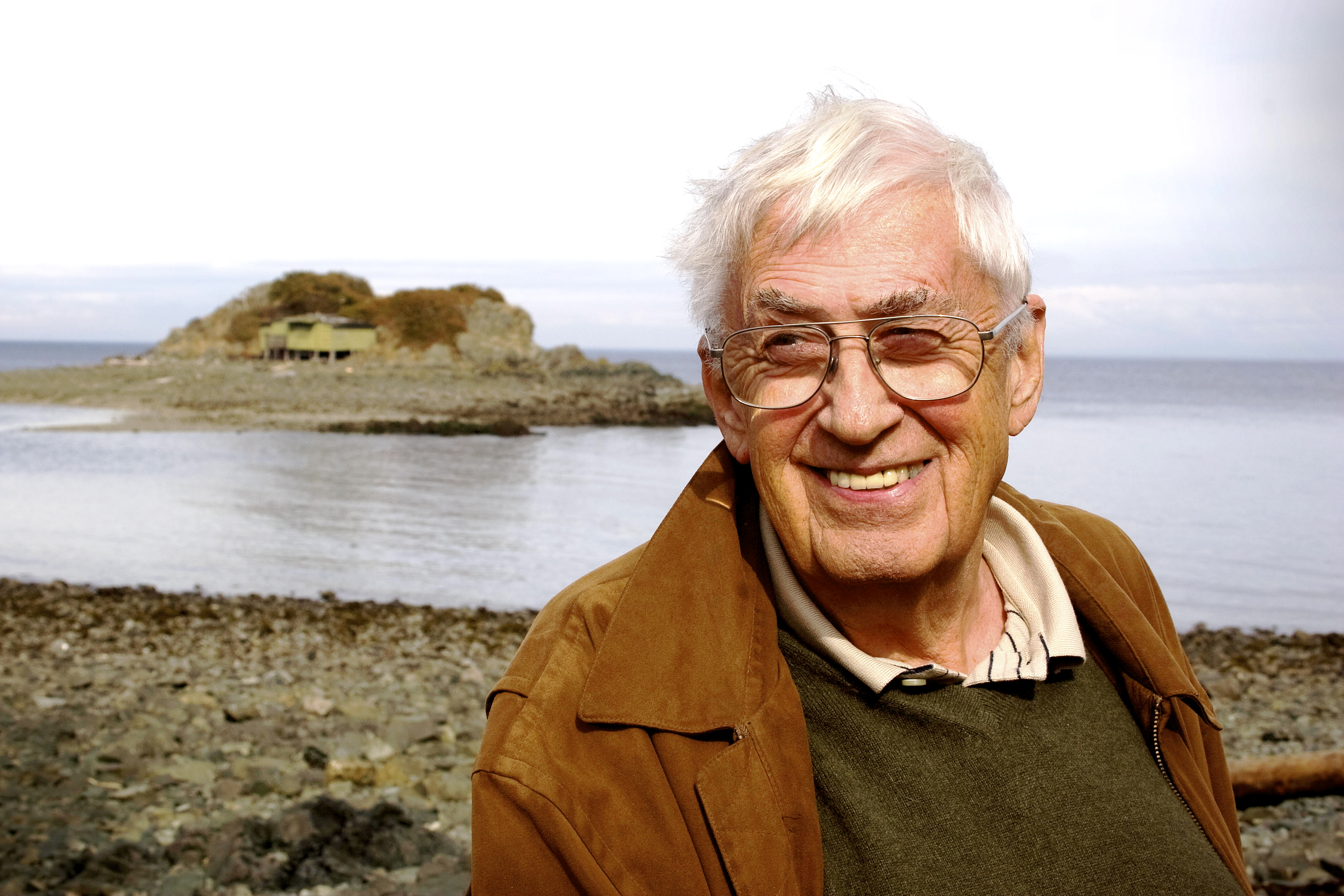
C. S. Holling, 2008

Crawford Stanley „Buzz“ Holling, oft nur C. S. Holling (6. Dezember 1930 in Theresa, New York – 16. August 2019 in Nanaimo, British Columbia), war ein bedeutender kanadischer Ökologe.

## Leben
Holling promovierte im Jahr 1957 an der University of British Columbia. Er arbeitete als Wissenschaftler für den Canadian Forest Service. Es folgte eine Berufung als Professor an die University of British Columbia. Ende der 1970er Jahre wurde er Leiter des Internationalen Instituts für angewandte Systemanalyse in Österreich. Anfang der 1980er Jahre kehrte er zunächst an die University of British Columbia zurück und wechselte dann an die University of Florida. Er lebte lange in Cedar Key, Florida, und verbrachte seinen Lebensabend in Nanaimo, British Columbia, wo er 2019 starb.
Holling war Gründer der Resilience Alliance, eines Zusammenschlusses von Wissenschaftlern in zahlreichen Ländern. Seine Theorien bildeten die Grundlage für das Stockholm Resilience Centre an der Universität Stockholm.
Holling wurde vielfach für sein Wirken ausgezeichnet, u. a. mit dem Order of Canada (Officer) und der Wahl zum Mitglied der Royal Society of Canada. Die Jury des Volvo Environment Prize begründete die Verleihung an Holling im Jahr 2008 mit den folgenden Worten: „Crawford (Buzz) Holling ist einer der kreativsten und einflussreichsten Ökologen unserer Zeit. Sein integratives Denken hat neues Licht auf das Wachstum, den Zusammenbruch und die Erneuerung gekoppelter sozioökologischer Systeme geworfen.“

## Wirken
Holling galt als einer der führenden Ökologen weltweit. Er leistete wichtige Beiträge zu den Populationen in Räuber-Beute-Beziehungen, zur ökologischen Resilienz, zu Panarchien und zum adaptiven Management.
Holling erkannte, dass die von Ingenieuren verwendete Definition von Resilienz im Sinne von Stabilität und Ausfallsicherheit (fail-safe design), die er als technische Resilienz (engineering resilience) bezeichnete, sich nicht ohne Weiteres auf ökologische Systeme übertragen lässt, wie es in der Ökologie seinerzeit üblich war. Er definierte daher im Jahr 1973 die Resilienz ökologischer Systeme stattdessen als „Maß für die Beständigkeit von Systemen [d.h. Ökosystemen, Anm.] und ihre Fähigkeit, Veränderungen und Störungen zu absorbieren und dennoch die gleichen Beziehungen zwischen Populationen oder Zustandsvariablen aufrechtzuerhalten.“ Es ging somit nicht mehr darum, das Verhältnis bestimmter Tier- oder Pflanzenarten in einem Ökosystem (z. B. Wald) ständig stabil zu halten, sondern darum, auch bei Störungen (z. B. Waldbränden) die Anpassungsfähigkeit und Funktionsfähigkeit des Systems zu gewährleisten. Seine Definition ökologischer Resilienz (ecological resilience) zielte anders als technische Resilienz auf Fortbestand, Veränderung, Unvorhersehbarkeit und gefahrlosen Ausfall (safe-fail design) und setzte sich in der Ökologie weitgehend durch.
Im Jahr 1986 führte er das Modell adaptiver Kreisläufe (adaptive cycle) in die ökologische Literatur ein, das später auf viele sozioökologische Systeme angewandt wurde. Das Modell beschreibt wie ein Ökosystem über einen langen Zeitraum wächst und dann scheinbar in einem stabilen Zustand verharrt, die im System vorhandenen Ressourcen (z. B. Nährstoffe) sich dann jedoch schlagartig (z. B. durch einen Waldbrand) neu organisieren und somit etwas Neues entstehen kann. Holling beschrieb den adaptiven Kreislauf einmal wie folgt: „Es ist, als ob zwei getrennte Zielsetzungen angewandt werden, jedoch nacheinander. Die erste maximiert Produktion und Akkumulation; die zweite maximiert Erfindung und Neuordnung. Die beiden Zielsetzungen können nicht gleichzeitig maximiert werden, sondern treten nur nacheinander auf. Und der Erfolg bei der Erreichung eines Ziels schafft unaufhaltsam die Voraussetzungen für sein Gegenteil. Der adaptive Kreislauf umfasst daher zwei Gegensätze: Wachstum und Stabilität einerseits, Veränderung und Vielfalt andererseits.“ Gemeinsam mit Lance H. Gunderson führte er später den Begriff der Panarchie in die ökologische Literatur ein, welcher der Tatsache gerecht wird, dass mehrere adaptive Kreisläufe auf unterschiedlichen zeitlichen und räumlichen Ebenen wirken und sich gegenseitig beeinflussen.
Hollings Theorie über Resilienz, adaptive Kreisläufe und Panarchien wird heute vielfach für das Verständnis von Krisen herangezogen. Holling beschrieb dies einmal am Beispiel der Klimakrise: „Wir erleben derzeit ein herausragendes Beispiel für eine aufkommende Krise mit dem Klimawandel. Unsere Fähigkeit, damit umzugehen, wird natürlich davon abhängen, wie wir die Emissionen von Treibhausgasen begrenzen können, aber ebenso wichtig ist die Fähigkeit zur Anpassung und das Verständnis, wie sich die Ökosysteme entwickeln und verändern werden.“

## Ausgewählte Veröffentlichungen
- C. S. Holling, Lance H. Gunderson: Panarchy: Understanding Transformations in Human and Natural Systems. Island Press, Washington 2002, ISBN 1-55963-856-7.